# Теутас
Теутас, Теутиас, Тевдамад, Тевтай, Тевтиас — правитель Пеонии около 330 или около 400—380/70 годов до н. э.
О Теутасе известно только из обнаруженного в Корешнице нумизматического материала с его именем. По предположению Е. Петровой, он мог быть современником Патрая., так как их монеты имеют сходство. В. Лилчик отнесла время правления Теутаса к третьей четверти IV века до н. э. По замечанию Е. Павловской, имя Теутаса содержит в себе характерный для царских имён Македонии и Пеонии корень *teuta- индоевропейского происхождения.